# 江沼国造
江沼国造（えぬまのくにのみやつこ、えぬまこくぞう）は、古代日本の江沼国（越前国を経て後の加賀国江沼郡の一部）を支配した国造。

## 概要
『先代旧事本紀』「国造本紀」では江沼国造、『古事記』では江野財臣、『新撰姓氏録』では江沼臣と記されている。
本居宣長は「財」を「間」の誤りとする荒木田延佳の説を支持し、江沼郡の大領を輩出した江沼臣と江野財臣を同族と解している。

### 祖先
- 『先代旧事本紀』「国造本紀」には武内宿禰の末子・若子宿禰の3世孫の志波勝足尼が反正天皇から国造に任命されたと伝わる。

### 氏族
『古事記』では江野財臣、『新撰姓氏録』では江沼臣と記されている。

## 歴史
若子宿禰は射水臣や利波臣と同族とされ、江沼臣・余奴臣（江沼国の後身である与野評の氏族）・江野財臣等も含め北陸の氏族は同じ系統と見なされている。
『日本書紀』によれば、欽明天皇31年（570年？）に高句麗の使者が越の地に漂着したが、「郡司（本来は国造であるが書き換えられている）」であった道君（欠名）はそのことを隠匿して上奏せず、道君（欠名）に代わって江渟裙代が上奏した。高麗使を饗応するために膳傾子を派遣したところ、道君が天皇と偽って調物を受け取っていたことが発覚し、探索して調物を返還させたとされる。この記事から、道君を5世紀後葉に勢力を伸ばした北加賀地域の首長に充て、南加賀地域の江沼臣がこれに対抗したという越の情勢を背景とした可能性も指摘されている。江沼臣は、律令制以降も江沼郡で勢力を保っていた。紫微中台の舎人には江沼氏が多く任用されているが、これは長官の藤原仲麻呂が越前国と関係を有していたためと推測されている。
『新撰姓氏録』に「江沼臣」が立項されているように、畿内に移住した氏人もいた。貞観9年（867年）に罪を得て陰陽助を免官された江沼臣小並、長徳2年（998年）に山城権大目に任じられた江沼宿禰富基、外記史生と主殿権少属を兼任した江沼宿禰安氏などはその系統であると考えられている。

## 墓
江沼古墳群の被葬者層は江沼臣一族と考えられている。 